# Lucius Neratius Priscus (Konsul 87)
Lucius Neratius Priscus war ein römischer Senator des 1. Jahrhunderts n. Chr.
Lucius Neratius Priscus kam aus Saepinum und gehörte der Tribus Voltina an. Es wurde lange diskutiert, wie er mit Lucius Neratius Priscus, dem Konsul von 97 n. Chr., verwandt war. Wahrscheinlich war er dessen leiblicher Vater, nicht sein Onkel oder Adoptivvater. Der Vater war ein homo novus und wurde erst spät Konsul, weshalb zwischen seinem Konsulat und dem seines Sohnes nur wenig Zeit lag. Möglicherweise wurde er unter Kaiser Vespasian in den Prätorianerstand erhoben. Vor seiner Zeit als Präfekt des Staatsschatzes (aerarium Saturni) ist kein anderes Amt von ihm bekannt. Ein weiterer Sohn war Lucius Neratius Marcellus, Konsul 95 n. Chr.
Er war etwa von 84 bis 86 n. Chr. drei Jahre lang Präfekt des Staatsschatzes, wie es damals üblich war. Im Jahr 87 n. Chr. war er von September bis Dezember Suffektkonsul zusammen mit Gaius Cilnius Proculus. Später war er Statthalter (legatus pro praetore) in der Provinz Pannonia, vermutlich unter Kaiser Domitian, wahrscheinlich zwischen 92/93 und vor 98 n. Chr. In seiner Heimatstadt Saepinum wurde er von den Schreibern der Quästoren, deren Patron er war, geehrt. Zusammen mit seinem Sohn widmete er dort ein prächtiges Gebäude, dessen Überreste ausgegraben werden.